# Захарьино (Можайский район)
Захарьино — деревня в Можайском районе Московской области в составе сельского поселения Спутник. Численность постоянного населения по Всероссийской переписи 2010 года — 5 человек. До 2006 года Захарьино входило в состав Кожуховского сельского округа.
Деревня расположена в центральной части района, примерно в 11 км к востоку от Можайска, на безымянном левом притоке малой речки Свородня (бассейн Ведомки, правого притока Москва-реки), высота центра над уровнем моря 191 м. Ближайшие населённые пункты — посёлок Шаликово в 2 км на юг и Облянищево в 2,5 км на север. Через деревню проходит региональная автодорога 46Н-05497 Можайское шоссе — Шаликово.